# Corpo de Bombeiros da Polícia Militar do Estado de São Paulo
O Corpo de Bombeiros da Polícia Militar do Estado de São Paulo (CBPMESP), ou simplesmente Corpo de Bombeiros de São Paulo, é a corporação de corpo de bombeiros do Estado de São Paulo cuja principal missão é a execução de atividades de defesa civil, prevenção e combate a incêndios, buscas e salvamentos.
Em períodos de guerra ou grave conflito interno, é Força Auxiliar e Reserva do Exército Brasileiro, e integra o Sistema de Segurança Pública e Defesa Social do Brasil. Seus integrantes são denominados Militares dos Estados pela Constituição Federal de 1988, assim como os demais membros da Polícia Militar do Estado de São Paulo.

## Histórico
As primeiras responsabilidades legais pelo serviço de bombeiros datam de 25 de fevereiro de 1841, quando foi promulgada a Lei Nº 13 que marcou o serviço do Corpo Municipal Permanente. Essa Lei, além de missões inerentes ao serviço policial, como o estabelecimento das responsabilidades para os serviços de guarda, de condução de presos, de captura de indivíduos, de escolta de valores e de patrulhas na capital ou locais destacados, atribuiu àquele corpo policial, a atuação obrigatória no combate aos incêndios e no socorro de pessoas em perigo. 
A citada lei é a mais antiga legislação referente à atribuição de serviços de bombeiros à uma Corporação, nos arquivos da Assembleia Legislativa do Estado de São Paulo.
Lei Nº 13, de 25 de fevereiro de 1841
[...] Ao corpo de municipaes permanentes desta capital pertence:
[...] § 8.º - O [serviço] de accudir immediatamente aos incendios, e de executar as medidas urgentes para evitar seus estragos, requerendo os serviços dos visinhos, espectadores [...]: o governo na capital lhe ministrará uma bomba para este serviço.
§ 9.º - O [serviço] de assistir a qualquer cidadão que reclame auxilio em momento de perigo [...].
O serviço de extinção de incêndios e socorro de pessoas continuou sendo executado como atividade secundária dos corpos policiais da época até que, em 10 de março de 1880, a Assembleia Legislativa provincial estabeleceu a Lei Nº 6 que, sancionada pelo presidente da província de São Paulo, autorizava o governo a organizar uma seção de bombeiros, anexa à Companhia de Urbanos da capital, e a fazer a aquisição de maquinários próprios para o cumprimento da missão de extinção de incêndios, primeira e até então única missão legal atribuída ao efetivo destacado. O sancionamento desta lei representou a primeira vez que um efetivo foi designado para dedicar-se exclusivamente ao serviço de bombeiros no Estado de São Paulo.
Lei Nº 6, de 10 de março de 1880
[...] Faço saber a todos os seus habitantes que a assembléa legislativa provincial decretou e eu sanccionei a lei seguinte:
[...] Fica o governo da provincia autorisado a organisar, desde já, uma secção de bombeiros, annexa à companhia de urbanos da capital, e a fazer acquisição dos machinismos proprios para a extincção de incendios.
Ao longo dos anos, aquela pequena Seção de Bombeiros elevou-se de categoria, agregou novas missões e teve seu contingente reforçado para garantir a capilarização da prestação de serviços em todo o Estado, evoluindo assim para o Corpo de Bombeiros da Polícia Militar do Estado de São Paulo.

### Cronologia do Corpo de Bombeiros da Polícia Militar do Estado de São Paulo
·       1850 - Ocorre um incêndio na Rua do Rosário, São Paulo/SP (atual Rua XV de Novembro), as chamas são extintas por populares com uma bomba manual emprestada por um francês chamado Marcelino Gerard.
·       1852 - Em decorrência de tal incêndio é apresentado na Assembleia Provincial, pelo então Brigadeiro Machado de Oliveira, um Projeto de Lei de um Código sobre Prevenção de Incêndios. Nesse Código estavam regulamentados os serviços de prevenção e extinção de incêndios, ficando o povo, por lei, obrigado a cooperar com a polícia para extinção das chamas. E também a bomba manual foi comprada do Sr. Gerard, sendo o primeiro equipamento de combate a incêndio a ser adquirido exclusivamente para este fim no Estado de São Paulo.
·       1856 - A criação do Corpo Provisório de Bombeiros da Corte (atual Corpo de Bombeiros Militar do Rio de Janeiro), pelo Decreto Imperial n° 1775, de 02 de julho (Dia do Bombeiro Brasileiro).
·       1861 - Ocorre um incêndio em uma livraria na Rua do Carmo, em São Paulo/SP.
·       1863 - Novo incêndio na capital paulista, desta vez causado pela explosão de um barril de pólvora, na Rua do Comércio, em uma loja de ferragens.
·       1870 - Mais um barril de pólvora explode no centro da cidade de São Paulo/SP.
·       1875 - É criada uma "Turma de Bombeiros" com dez homens egressos do Corpo Provisório de Bombeiros da Corte e que ficaram adidos à Companhia de Guarda de Urbanos (algo equivalente a uma Guarda Civil).
·       1880 - Em 16 de fevereiro um incêndio na biblioteca da Faculdade de Direito da Universidade de São Paulo, na região do Largo do São Francisco, determina a criação oficial do Corpo de Bombeiros. E no dia 10 de março de 1880 é promulgada a Lei nº 6, que representou a primeira vez que um efetivo foi designado para dedicar-se exclusivamente ao serviço de bombeiros no Estado de São Paulo. O então Alferes José Severino Dias é designado Comandante da Seção de Bombeiros, com vinte homens (praças) oriundos da Companhia de Urbanos.
·       1888 - Após passar por diversos quarteis provisórios a Seção de Bombeiros tem sua sede instalada na Rua do Trem, atual Rua Anita Garibaldi, onde até hoje se localiza o Comando do Corpo de Bombeiros. Neste ano o efetivo de bombeiros compreendia 30 homens.
·       1890 - Elevação à categoria de "Companhia de Bombeiros". O efetivo aumenta para sessenta homens.
·       1891 - Lei nº 17 de 14 de novembro de 1891 eleva a condição para Corpo de Bombeiros.
·       1893 - Os movimentos de tropas federalistas no sul do país e a situação agitada do povo diante dos acontecimentos da Revolta da Armada fizeram com que um contingente do Corpo de Bombeiros seguisse para Santos integrando-se à Força Policial em defesa da causa republicana.
·       1896 - Inicia-se o funcionamento do primeiro sistema de alarmes, eram 50 caixas para aviso de incêndio chamadas de Linhas Telegráficas de Sinais de Incêndio (Sistema Generst), que eram operadas por telegrafistas civis graduados militarmente.
·       1900 - Unem-se todas as forças de segurança em uma só "Força Pública".
·       1909 - Com 337 homens o Corpo de Bombeiros continua evoluindo e nesse ano é confeccionado o primeiro manual de instruções do Serviço de Bombeiros do Estado de São Paulo.
·       1911 - O Corpo de Bombeiros da Polícia Militar do Estado de São Paulo recebe seus seis primeiros veículos motorizados, sendo três para o combate a incêndios, adquiridos da inglesa Merryweather & Sons, até então os veículos eram de tração animal.
·       1924 - Revolução de 1924: Integrante da Força Pública (atual Polícia Militar), o Corpo de Bombeiros teve participação ativa no conflito. A recompensa por mostrar que seus membros eram competentes também como soldados de combate armado foi a elevação da corporação a Batalhão de Bombeiros Sapadores e o consequente recrudescimento da militarização do organismo, como descrito no livro A Força Pública de São Paulo, Esboço Histórico.
·       1929 - Aquisição de vários equipamentos e veículos automotores, incluindo caminhões autobomba e autoescada mecânica.
·       1931 - Assunção do Tenente Coronel Cianciulli ao comando do Corpo de Bombeiros.
·       1932 - Novamente os bombeiros foram convocados, desta vez para defender os interesses de São Paulo contra Getúlio Vargas, na Revolução Constitucionalista de 1932. Tal envolvimento estimulou até a formação de um contingente feminino voluntário dentro do Corpo de Bombeiros.
·       1943 - o Corpo de Bombeiros começou a planejar seus passos seguintes, incluindo a expansão para o Interior. A corporação foi reorganizada e seu raio de ação ampliado, possibilitando a criação de destacamentos a partir de entendimentos com as prefeituras.
·       1946 - Incêndio na Estação da Luz, que mobilizou todo o efetivo do Corpo de Bombeiros da capital.
·       1955 - Inauguração do sistema de rádio da corporação, tornando mais ágil o contato entre viaturas e quartéis.
·       1960 - Década de 1960: o Corpo de Bombeiros teve seus equipamentos e viaturas renovados com a aquisição significativa de material.
·       1964 - A inauguração da Companhia Escola de Bombeiros no Bairro do Cambuci (atual 1ºGrupamento de Bombeiros).
·       1967 - A Escola foi transferida para uma área ampla, mas com instalações improvisadas, na invernada do Barro Branco (próximo ao local onde funcionava e funciona até hoje a Academia de Polícia Militar do Barro Branco).
·       1972 - Em 24 de fevereiro ocorreu o incêndio do Edifício Andraus: com 31 andares e com fins comerciais o prédio sofreu uma sobrecarga elétrica nos primeiros pavimentos, o fogo se alastrou inclusive para os prédios vizinhos. Muitos trabalhadores do local subiram até a cobertura e foram salvos por helicópteros, em ação coordenada pelo então Capitão Hélio Barbosa Caldas. O incêndio foi transmitido ao vivo pela televisão brasileira e causou dezenas de mortos e centenas de feridos.
·       1974 - Em 1º de fevereiro ocorreu o incêndio do Edifício Joelma, por volta das 8h30min da manhã um curto-circuito no ar-condicionado do 12º andar deu início ao fogo, que rapidamente se alastrou pelo prédio. Mesmo sendo uma referência de modernidade na época, o prédio não possuía escadas de incêndio, fazendo com que os elevadores continuassem a funcionar até a pane completa do sistema elétrico, salvando diversas vidas. Sem meios para se proteger das chamas muitas pessoas subiram para a laje do prédio na esperança de um salvamento aéreo, como havia ocorrido no incêndio do Edifício Andraus, porém desta vez não havia um heliponto, dificultando também as manobras aéreas. Além de tudo, o intenso trânsito da cidade prejudicava a chegada de mais apoios de água. O incêndio deixou um saldo de quase 200 mortos e mais de 300 feridos e ficou marcado pelas diversas vítimas que pulavam do edifício tentando sobreviver. Após a tragédia o poder público se mobilizou para atualizar, reforçar e criar leis e mecanismos de prevenção, proteção e fiscalização de medidas de proteção contra incêndio.
·       1975 - O Comando do Corpo de Bombeiros é instalado no prédio da Praça Clóvis Beviláqua, onde permanece até hoje.
·       1979 - É estabelecido o telefone “193” como número nacional de acionamento do Corpo de Bombeiros.
·       1981 - Em 14 de fevereiro ocorre o incêndio do Edifício Grande Avenida, localizado na Avenida Paulista, São Paulo/SP. Também um curto-circuito na rede elétrica deu início a um incêndio que tomou os 23 andares da edificação. Para o socorro das vítimas os bombeiros fizeram ligações com cordas entre os edifícios.
·       1985 - Foi criado o 3º Grupamento de Busca e Salvamento (atual Grupamento de Bombeiros Marítimo, GBMar), objetivando a proteção de banhistas por meio da prevenção ativa.
·       1989 - O Corpo de Bombeiros de São Paulo chegou ao final da década de 1980 com um efetivo existente de 7.532 homens
·       1990 - O governo do Estado investiu fortemente na segurança pública, liberando recursos para a importação de equipamentos e viaturas. Mais de 500 veículos foram destinados ao Corpo de Bombeiros, e, pela primeira vez, chegaram a São Paulo equipamentos de proteção específicos para bombeiros incluindo capas anti-chamas, capacetes, botas e cintos de segurança em quantidade suficiente para todo o efetivo. O investimento permitiu também, de forma inédita, a compra de veículos para o atendimento de ocorrências com produtos perigosos, como explosivos, gases, líquidos inflamáveis e tóxicos. Também foi implantado oficialmente o Sistema de Resgate a Acidentados, conhecido como “Resgate”, é um serviço público e gratuito prestado pelo Corpo de Bombeiros de São Paulo em conjunto com o Grupo de Resgate e Atenção às Urgências e Emergências, Grau, da Secretaria Estadual da Saúde e Grupamento de Radio patrulha Aérea da Polícia Militar. O serviço une bombeiros, médicos, pilotos e outros profissionais no atendimento a vítimas de agravos a saúde por acidentes, traumas e emergências médicas de diversas naturezas.
·       1991 - Partindo de uma necessidade pontual, operacionalizar o Sistema de Resgate de Acidentados, criado no ano anterior, em 1991 a corporação formou sua primeira turma de bombeiras. Das 310 policiais femininas que se apresentaram para participar do programa, 37 foram admitidas e concluíram o treinamento, compondo o grupo conhecido como Pioneiras do Fogo.
·       1996 - Foi criado em São Paulo, em 1996, o Sistema de Comando de Operações em Emergências, Sicoe. Objetivando aperfeiçoar o emprego dos meios humanos e materiais em ocorrências complexas e articular os recursos de atendimento operacional. Também houve a explosão do Osasco Plaza Shopping, em Osasco/SP: era véspera do Dia dos Namorados, 11 de junho. Por volta do meio-dia centenas de pessoas circulavam pelo centro de compras no momento em que o gás que passava na tubulação abaixo do piso da praça de alimentação vazou e, pelo contato com alguma fonte de ignição, fez voar parte do prédio. O acidente matou 42 pessoas e feriu 372. No mesmo ano o acidente com o avião Fokker 100 aconteceu no dia 31 de outubro. Menos de um minuto depois de decolar do aeroporto de Congonhas com destino ao Rio de Janeiro, a aeronave caiu no bairro do Jabaquara, na Zona Sul da capital paulista. Entre as vítimas, 96 eram passageiros e tripulantes (não houve sobreviventes) e três eram pessoas que estavam na rua onde o avião caiu.
·       2000 - A corporação chegou aos anos 2000 na melhor condição de sua história até então: com um efetivo existente de 8.600 profissionais no Estado.
·       2007 - O pior acidente da história do metrô em São Paulo/SP, ocasionado por um deslizamento de terra no canteiro da Estação Pinheiros do Metrô, provocou sete vítimas fatais, das quais apenas uma trabalhava na obra. As demais circulavam a pé ou estavam em um micro- ônibus na Rua Capri. A via teve um trecho engolido pela cratera que se abriu por volta das 15h do dia 12 de janeiro. Sete meses depois, imagens de bombeiros em operação estavam novamente no noticiário. No dia 17 de julho, um Airbus A-320 que fazia o voo JJ3054 com 187 pessoas a bordo não conseguiu pousar na pista principal do Aeroporto de Congonhas no início da noite, passando por cima da Avenida Washington Luís e atingindo o depósito de sua própria companhia aérea, incendiando-o. Doze pessoas que estavam no depósito também morreram no maior acidente aéreo da história do País.
·       2013 - Precisamente às 14h53 do dia 29 de novembro, o Corpo de Bombeiros foi aciona do para atender um chamado de incêndio no complexo projetado por Oscar Niemeyer e inaugurado em 1989. Um curto- circuito em uma lâmpada no teto do Auditório Simon Bolívar deu início ao sinistro. As chamas acabaram por destruir o interior do prédio. Ocorrência emblemática em função do difícil acesso ao foco inicial e pelo fato de mais de 20 bombeiros terem se acidentado, quatro deles gravemente (todos recuperados), o evento é considerado um marco histórico dentro do Corpo de Bombeiros de São Paulo.
·       2015 - No dia 2 de abril, pouco antes das 10 horas, teve início o maior incêndio em um terminal de combustíveis no Brasil e o segundo maior na história mundial, o incêndio na Ultracargo em Santos, no bairro da Alemoa, teve com duração de oito dias mobilizou 966 homens em todo o período. Contudo, foi a integração de 54 organizações públicas e privadas que possibilitou o fim do incêndio. Em 21 de dezembro, o Museu da Língua Portuguesa, no Centro de São Paulo, foi tomado pelas chamas. O fogo começou pouco depois das 16h em uma sala do primeiro andar. Fechado à visitação naquele dia, apenas funcionários circulavam pelo museu no momento da ocorrência. A consequência mais grave foi a morte de um bombeiro civil enquanto tentava combater as chamas e evacuar o edifício.
·       2018 - Incêndio e desabamento do Edifício Wilton Paes de Almeida, no Largo do Paissandú, em São Paulo/SP. Na madrugada do dia 1º de maio as chamas tomaram os 24 andares do prédio, ocasionando o desabamento da edificação. Durante 12 dias ininterruptos de trabalho o Corpo de Bombeiros conseguiu encontrar 7 corpos, sendo que 2 pessoas ainda continuam desaparecidas. No local viviam centenas de pessoas de forma irregular, e o prédio não possuía nenhuma medida de proteção contra incêndios.
·       2020 - Em 2 de março houve um forte temporal na cidade do Guaruja/SP, ocasionando alagamentos e deslizamentos de terra. Em muitos locais de ocupação irregular a chuva ocasionou vítimas fatais, inclusive dois bombeiros que estavam atuando em um local de risco quando houve mais um deslizamento que fatalmente os atingiu. Durante semanas o Corpo de Bombeiros mobilizou todo seu efetivo, enviando militares de todas as regiões do Estado para trabalharem no busca, localização e socorro das vítimas das chuvas.
·       2023 - Mais deslizamentos de terra causados pela chuva, desta vez atingindo várias cidades do litoral norte do Estado durante o mês de fevereiro. Novamente militares foram deslocados dos mais diversos grupamentos de bombeiros da capital e interior para atuarem nos esforços de busca e resgate de vítimas. No mesmo período, diversos Estados da Federação incluindo São Paulo, enviaram bombeiros para a Turquia após fortes terremotos que atingiram o país, sendo esta a primeira missão internacional na qual o CBPMESP atuou.
·       2024 - No final do mês de abril fortes chuvas atingiram o Rio Grande do Sul, culminando na maior enchente registrada no Estado. Bombeiros de todo o Brasil foram enviados ao Sul do país para resgate, busca e socorro das vítimas das enchentes, além de ajuda humanitária e salvamento de centenas de animais em situação de risco. A operação teve duração de mais de 2 meses e no total foram mobilizadas 8 Forças-Tarefas que se revezavam nos esforços.

## Estrutura Operacional

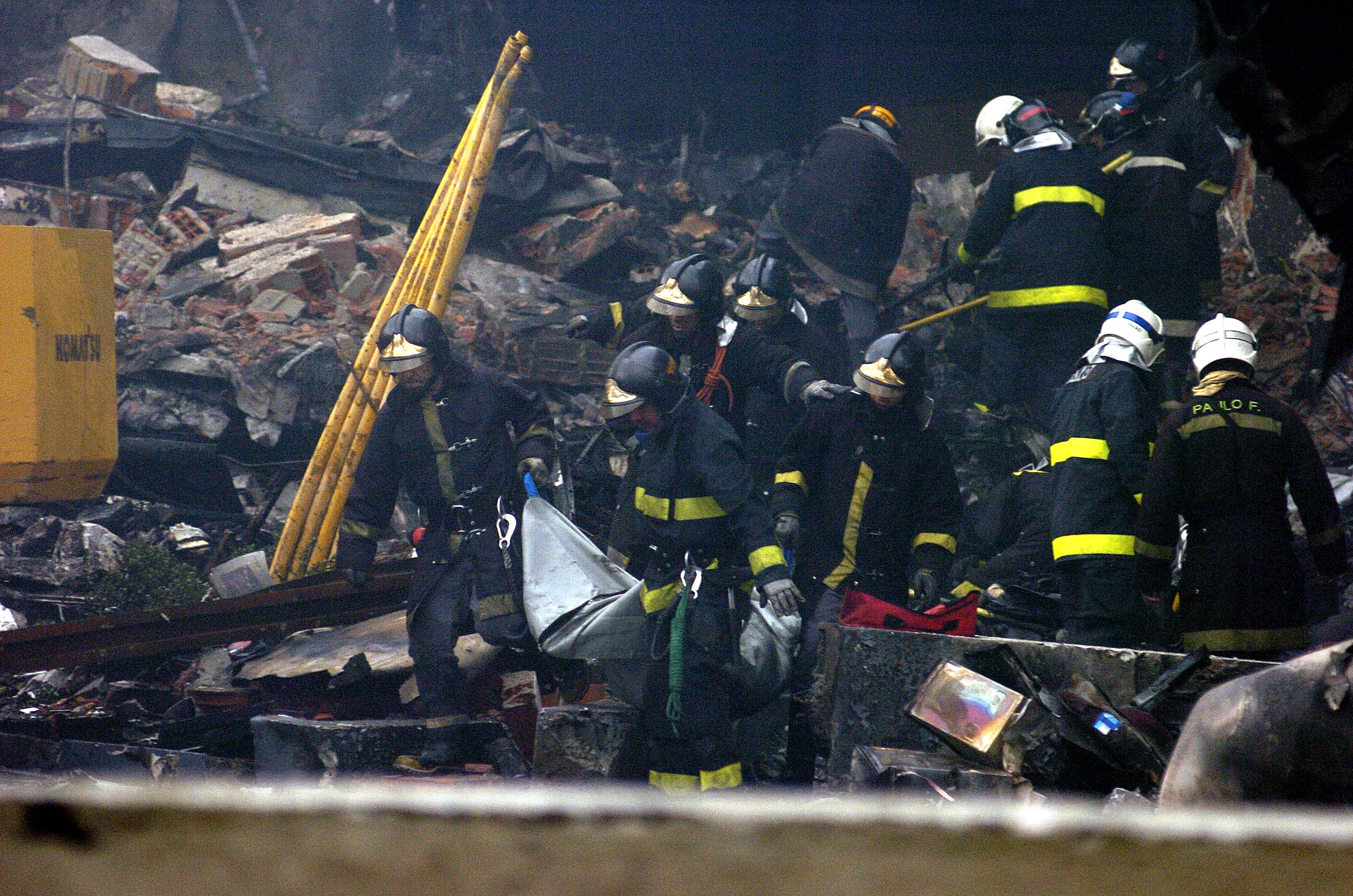
Bombeiros resgatam corpos de vítimas do acidente com o Airbus A-320 da TAM - Julho de 2007.

Comando do Corpo de Bombeiros (CCB):
Sede: São Paulo-SP
- Gabinete do Comandante do Corpo de Bombeiros (Gab Cmt);
- Controladoria;
- Escola Superior de Bombeiros (ESB);
- Departamento Operacional (Dpt Op);
- Departamento de Segurança e Proteção Contra Incêndio (DSPCI);
- Departamento de Pessoal (DP/CB);
- Departamento de Finanças e Patrimônio (DF/CB);
- Centro de Suprimento e Manutenção de Material Operacional de Bombeiro (CSM/MOpB);
- Divisão de Qualidade e Inovação (Div QI);
- Divisão de Tecnologia da Informação e Comunicação (Div TIC).

Comando de Bombeiros Metropolitano (CBM):
Sede: São Paulo-SP
1.º Grupamento de Bombeiros - Centro do Município de São Paulo/SP;
2.º Grupamento de Bombeiros - Região Norte do Município de São Paulo/SP;
3.º Grupamento de Bombeiros - Região Leste do Município de São Paulo/SP;
4.º Grupamento de Bombeiros - Região Oeste/Sul do Município de São Paulo/SP;
5.º Grupamento de Bombeiros – Guarulhos, Arujá, Santa Isabel, Mairiporã, Cajamar, Franco da Rocha e Francisco Morato;
8.º Grupamento de Bombeiros - Santo André, São Bernardo do Campo, São Caetano do Sul, Ribeirão Pires e Mauá;
17.º Grupamento de Bombeiros - Mogi das Cruzes, Salesópolis, Itaquaquecetuba, Suzano, Ferraz de Vasconcelos;
18.º Grupamento de Bombeiros - Barueri.

Comando de Bombeiros do Interior – 1
Sede: Campinas-SP
7.º Grupamento de Bombeiros - Campinas;
15.º Grupamento de Bombeiros - Sorocaba;
16.º Grupamento de Bombeiros - Piracicaba;
19.º Grupamento de Bombeiros - Jundiaí.
Comando de Bombeiros do Interior – 2
Sede: Bauru-SP
9.º Grupamento de Bombeiros - Ribeirão Preto;
10.º Grupamento de Bombeiros - Marília;
13.º Grupamento de Bombeiros - São José do Rio Preto;
14.º Grupamento de Bombeiros - Presidente Prudente;
20.° Grupamento de Bombeiros - Araçatuba.  

Comando de Bombeiros do Interior – 3
Sede: São José dos Campos-SP
6.º Grupamento de Bombeiros - Santos;
11.º Grupamento de Bombeiros - São José dos Campos;
Grupamento de Bombeiros Marítimo (GBMar) - Guarujá.